# Campionato europeo di Formula 2 1968
La stagione 1968 della Formula 2 europea fu corsa su 10 gare. Venne vinta dal pilota francese Jean-Pierre Beltoise.

## La pre-stagione

### Calendario
| Gara | Nome                               | Circuito                            | Giri  | Lunghezza             | Data       | Note                                                       |
| ---- | ---------------------------------- | ----------------------------------- | ----- | --------------------- | ---------- | ---------------------------------------------------------- |
| 1    | Deutschland Trophäe                | Hockenheimring                      | 20+20 | 40x6.769=270.76 km    | 7 aprile   | Gara su due manches di 20 giri ciascuna                    |
| 2    | BARC 200                           | Circuito di Thruxton                | 15+54 | 69x3.860=266,34 km    | 15 aprile  | Gara con due batterie di semifinale più finale da 54 giri. |
| 3    | Gran Premio di Madrid              | Circuito permanente del Jarama      | 60    | 60x3.404=204.24 km    | 28 aprile  |                                                            |
| 4    | Gran Premio del Limburgo           | Circuito di Zolder                  | 24+24 | 24x4.186=200.928 km   | 5 maggio   |                                                            |
| 5    | London Trophy                      | Circuito del Crystal Palace, Londra | 22+90 | 112x 2.237=250.544 km | 3 giugno   | Gara con due batterie di semifinale più finale da 90 giri. |
| 6    | Flugplatzrennen Tulln-Langenlebarn | Circuito di Tulln-Langenlebarn      | 35+35 | 70x2.86=200.2 km      | 14 luglio  |                                                            |
| 7    | Gran Premio di Zandovoort          | Circuito di Zandvoort               | 20+50 | 70x 4.193=293,51 km   | 28 luglio  | Gara con due batterie di semifinale più finale di 50 giri. |
| 8    | Gran Premio del Mediterraneo       | Autodromo di Pergusa                | 50    | 50x4.798=239.90 km    | 25 agosto  |                                                            |
| 9    | Gran Premio del Baden-Württemberg  | Hockenheimring                      | 35    | 35x 6.769=236.915 km  | 13 ottobre |                                                            |
| 10   | Gran Premio di Roma                | Autodromo Vallelunga                | 40+40 | 80x3.115=249.2 km     | 27 ottobre | Gara disputata su due manches da 40 giri ciascuna.         |

## Risultati e classifiche

### Risultati
| Gara | Circuito           | Tempo                 | Velocità                  | Pole position        | GPV                  | Vincitore                         | Vettura                             |
| ---- | ------------------ | --------------------- | ------------------------- | -------------------- | -------------------- | --------------------------------- | ----------------------------------- |
| 1    | Hockenheim         | 1'25:49.7             | 189.280 km/h              | Jean-Pierre Beltoise | Henri Pescarolo      | Jean-Pierre Beltoise              | Matra-Cosworth                      |
| 2    | Thruxton           | 1'09:45.6 1'09:53.0   | 179.370 km/h 179.054 km/h | Jochen Rindt         | Jochen Rindt         | Jochen Rindt Jean-Pierre Beltoise | Brabham- Cosworth Matra-Cosworth    |
| 3    | Jarama             | 1'30:09.7             | 135.916 km/h              | Jean-Pierre Beltoise | Jean-Pierre Beltoise | Jean-Pierre Beltoise              | Matra- Cosworth                     |
| 4    | Zolder             | 1'11:51.8 1'12:32.1   | 167.758 km/h 166.205 km/h | Jochen Rindt         | Jochen Rindt         | Jochen Rindt Chris Irwin          | Brabham-Cosworth Lola- Cosworth     |
| 5    | Crystal Palace     | 1'20:06.8 1'20:37.0   | 150.784 km/h 149.842 km/h | Brian Redman         | Jochen Rindt         | Jochen Rindt Brian Redman         | Brabham-Cosworth Lola- Cosworth     |
| 6    | Tulln-Langenlebarn | 1'15:24.63 1'15:57.15 | 150.377 km/h 149.304 km/h | Jochen Rindt         | Jochen Rindt         | Jochen Rindt Jean-Pierre Beltoise | Brabham-Cosworth Matra- Cosworth    |
| 7    | Zandvoort          | 1'13:52.18            | 170.286 km/h              | Derek Bell           | Tino Brambilla       | Jean-Pierre Beltoise              | Matra-Cosworth                      |
| 8    | Pergusa-Enna       | 1'02:40.6             | 229.655 km/h 229.655 km/h | Henri Pescarolo      | Jochen Rindt         | Jochen Rindt Piers Courage        | Brabham- Cosworth Brabham- Cosworth |
| 9    | Hockenheim         | 1'11:40.2             | 198.338 km/h              | Jochen Rindt         | Tino Brambilla       | Tino Brambilla                    | Ferrari                             |
| 10   | Vallelunga         | 1'43:02.7             | 145.102 km/h              | Tino Brambilla       | Tino Brambilla       | Tino Brambilla                    | Ferrari                             |

Note:
Le gare 1, 4, 6 e 10 furono disputate su due manche, i cui risultati sono mostrati in aggregato.
Le gare 2, 5 e 7 furono disputate su due manche di semifinale e una manche finale, della quale è mostrato il risultato.
Le gare 2, 4, 5, 6 e 8 furono vinte da un pilota graduato, il cui nome è scritto in corsivo.
Nella prima manche di gara 1 perì a causa di un incidente Jim Clark.
1. ↑  non tutte le fonti sono concordi ad attribuire alla gara lo status di gara valida per il campionato.

### Classifica Piloti
| Punti | 9 | 6 | 4 | 3 | 2 | 1 |

Contano i 6 migliori risultati, anche se per talune fonti conterebbero i 7 migliori risultati. Solo un pilota deve scartare. I punti scartati sono fra parentesi. Solo i piloti non graduati possono marcare punti validi.
In gara 5 non tutti i punti furono assegnati per il ridotto numeri di piloti all'arrivo.
| Pos.               | Nome                 | Paese          | Team                      | Telaio         | Motore       | Germania (bandiera) | Regno Unito (bandiera) | Spagna (bandiera) | Belgio (bandiera) | Regno Unito (bandiera) | Austria (bandiera) | Paesi Bassi (bandiera) | Italia (bandiera) | Germania (bandiera) | Italia (bandiera) | Punti Totali |
| ------------------ | -------------------- | -------------- | ------------------------- | -------------- | ------------ | ------------------- | ---------------------- | ----------------- | ----------------- | ---------------------- | ------------------ | ---------------------- | ----------------- | ------------------- | ----------------- | ------------ |
| 1                  | Jean-Pierre Beltoise | Francia        | Matra Sports              | Matra          | Ford         | 9                   | 9                      | 9                 | -                 | -                      | 9                  | 9                      | -                 | -                   | 3                 | 48           |
| 2                  | Henri Pescarolo      | Francia        | Matra Sports              | Matra          | Ford         | 6                   | -                      | 4                 | -                 | -                      | 6                  | 6                      | (1)               | 6                   | 2                 | 30           |
| 3                  | Tino Brambilla       | Italia         | Scuderia Picchio Rossa    | Brabham        | Ford         | -                   | -                      | -                 | -                 | -                      | 2                  | -                      |                   |                     |                   | 26           |
| 3                  | Tino Brambilla       | Italia         | Ferrari                   | Ferrari        | Ferrari Dino |                     |                        |                   |                   |                        |                    |                        | 6                 | 9                   | 9                 | 26           |
| 4                  | Brian Redman         | Regno Unito    | Bridges Racing            | Lola           | Ford         | -                   | -                      | -                 | 6                 | 9                      | -                  | -                      | -                 | -                   | -                 | 15           |
| 5                  | Derek Bell           | Regno Unito    | Church Farm Racing        | Brabham        | Ford         | -                   | 6                      | -                 | -                 | -                      |                    |                        |                   |                     |                   | 15           |
| 5                  | Derek Bell           | Regno Unito    | Ferrari                   | Ferrari        | Ferrari Dino |                     |                        |                   |                   |                        | 1                  | -                      | 3                 | 4                   | 1                 | 15           |
| 6                  | Jackie Oliver        | Regno Unito    | Team Lotus                | Lotus          | Ford         | -                   | 4                      | -                 | -                 | 4                      | 3                  | -                      | -                 | 3                   | -                 | 14           |
| 7                  | Kurt Ahrens, Jr.     | Germania Ovest | corridore privato         | Brabham        | Ford         | -                   | 3                      | 6                 | -                 | -                      | 4                  | -                      | -                 | -                   | -                 | 13           |
|                    | Piers Courage        | Regno Unito    | Williams Racing           | Brabham        | Ford         | 4                   | -                      | -                 | -                 | -                      | -                  | -                      | 9                 | -                   | -                 | 13           |
|                    | Clay Regazzoni       | Svizzera       | Tecno Racing              | Tecno          | Ford         | -                   | -                      | 3                 | -                 | 6                      | -                  | -                      | 4                 | -                   | -                 | 13           |
| 10                 | Chris Irwin          | Regno Unito    | Lola Racing               | Lola           | Ford         | -                   | -                      | -                 | 9                 | -                      | -                  | -                      | -                 | -                   | -                 | 9            |
| 11                 | Peter Gethin         | Regno Unito    | Lythgoe Racing            | Chevron        | Ford         | -                   | -                      | -                 | 3                 | -                      | -                  | -                      | -                 | -                   |                   | 7            |
| 11                 | Peter Gethin         | Regno Unito    | Lythgoe Racing            | Brabham        | Ford         |                     |                        |                   |                   |                        |                    |                        |                   |                     | 4                 | 7            |
| 12                 | Robin Widdows        | Regno Unito    | McLaren Racing            | McLaren        | Ford         | 1                   | -                      | -                 |                   |                        |                    |                        |                   |                     |                   | 6            |
| 12                 | Robin Widdows        | Regno Unito    | Chequered Flag Racing     | McLaren        | Ford         |                     |                        |                   | 4                 | -                      | -                  | 1                      | -                 | -                   | -                 | 6            |
|                    | Andrea De Adamich    | Italia         | Ferrari                   | Ferrari        | Ferrari Dino | -                   | -                      | -                 | -                 | -                      | -                  | -                      | -                 | -                   | 6                 | 6            |
| 14                 | Jo Schlesser         | Francia        | Écurie International      | McLaren        | Ford         | 2                   | -                      | -                 | -                 | 3                      | -                  | -                      | -                 | -                   | -                 | 5            |
| 15                 | Richard Attwood      | Regno Unito    | Harris Racing             | Tecno          | Ford         | -                   | -                      | -                 | -                 | -                      | -                  | 4                      | -                 | -                   | -                 | 4            |
|                    | Brian Hart           | Regno Unito    | Merlyn Racing             | Merlyn-Brabham | Ford         | -                   | -                      | 1                 | -                 | -                      | -                  | -                      |                   |                     |                   | 4            |
| Church Farm Racing | Brian Hart           | Regno Unito    | Brabham                   | Ford           |              |                     |                        |                   |                   |                        |                    | 2                      | 1                 | -                   |                   | 4            |
| 17                 | Chris Lambert        | Regno Unito    | London Racing             | Brabham        | Ford         | 3                   | -                      | -                 | -                 | -                      | -                  | -                      | -                 | -                   | -                 | 3            |
|                    | Alan Rees            | Regno Unito    | Winkelmann Racing         | Brabham        | Ford         | -                   | 1                      | -                 | 2                 | -                      | -                  | -                      | -                 | -                   | -                 | 3            |
|                    | Silvio Moser         | Svizzera       | Vögele Racing             | Tecno          | Ford         | -                   | -                      | -                 | -                 | -                      | -                  | 3                      | -                 | -                   | -                 | 3            |
| 20                 | Chris Williams       | Regno Unito    | Bridges Racing            | Lola           | Ford         | -                   | 2                      | -                 | -                 | -                      | -                  | -                      | -                 | -                   | -                 | 2            |
|                    | Jorge de Bagration   | Spagna         | Escuderia Nacional        | Lola           | Ford         | -                   | -                      | 2                 | -                 | -                      | -                  | -                      | -                 | -                   | -                 | 2            |
|                    | Jean-Pierre Jaussaud | Francia        | Tecno Racing              | Tecno          | Ford         | -                   | -                      | -                 | -                 | 2                      | -                  | -                      | -                 | -                   | -                 | 2            |
|                    | Éric Offenstadt      | Francia        | Harris Racing             | Tecno          | Ford         | -                   | -                      | -                 | -                 | -                      | -                  | 2                      | -                 | -                   | -                 | 2            |
|                    | David Hobbs          | Regno Unito    | Bridges Racing            | Lola           | Ford         | -                   | -                      | -                 | -                 | -                      | -                  | -                      | -                 | 2                   | -                 | 2            |
| 25                 | Alistair Walker      | Regno Unito    | Lola Racing/Walker Racing | Lola           | Ford         | -                   | -                      | -                 | 1                 | -                      | -                  | -                      | -                 | -                   | -                 | 1            |